# Орфон
Орфон — псевдоген, що походить з сімейства тандемно повторюваних генів або кластерів генів, наприклад, таких, як гени гістонів, рибосомні гени або гени гемоглобінів. Орфони завдяки транспозиції можуть бути локалізовані в іншій хромосомі, поза основним хромосомним локусом.
Орфони були виявлені як у сімействах генів, що кодують білок, так і в сімействах генів, що не кодують білок, що свідчить про те, що процеси транскрипції генів не є обмеженням для формування орфонів.
Цей клас генів вперше був виявлений у дріжджів, морських їжаків і плодових мушок, а потім вони були знайдені в геномах багатьох інших груп еукаріот, зокрема молюсків, амфібій і ссавців, включно з людьми.
Орфони можуть бути резервуаром послідовностей, які можуть розвивати нові функції, і тому, ймовірно, були важливими факторами в еволюції вищих організмів.